# SULTS
A SULTS é uma empresa brasileira privada de tecnologia fundada em 2018, especializada no desenvolvimento de soluções integradas para gestão empresarial. A companhia oferece uma plataforma SaaS (Software as a Service) multiplataforma que incorpora mais de 20 módulos.
A concepção da SULTS ocorreu durante o MBA de Rodrigo Caetano na Fundação Getulio Vargas (FGV). Caetano identificou a necessidade de uma plataforma que centralizasse de forma eficiente diversos aspectos da comunicação e gestão empresarial em redes de franquia e negócios.

Atualmente, a plataforma é utilizada por clientes como Habib's, Sherwin Williams, Piccadilly, PSG Academy, OdontoClinic, Calçados Bibi e Casa do Construtor e conta com recursos para suporte ao cliente, inspeções, marketing, gestão de projetos, capacitação, entre outras frentes.